# Howlith
Howlith ist ein selten vorkommendes Mineral aus der Mineralklasse der „Borate“ (ehemals: „Silikate und Germanate“, siehe Klassifikation). Es kristallisiert im monoklinen Kristallsystem mit der chemischen Zusammensetzung Ca2[B3O4(OH)2 • OSiB2O4(OH)3] und entwickelt meist knollige, nierige und massige Aggregate, die entweder farblos oder weiß bis beigefarben sind. Selten entwickelt Howlith auch tafelige Kristalle, die auf den Kristallflächen einen glasigen Glanz zeigen.
Howlith wird ausschließlich zu Schmucksteinen verarbeitet.

## Etymologie und Geschichte
Erstmals gefunden wurde Howlith in Brookville bei Windsor (Kanada) und beschrieben 1868 durch James Dwight Dana, der das Mineral nach dem kanadischen Chemiker, Geologen und Mineralogen Henry How (1828–1879) benannte.

## Klassifikation
In der veralteten 8. Auflage der Mineralsystematik nach Strunz gehörte der Howlith zur Mineralklasse der „Silikate“ und dort zur Abteilung „Neso-Subsilikate“, wo er gemeinsam mit Dumortierit, Garrelsit, Grandidierit, Harkerit, Kornerupin, Melanocerit, Painit und Serendibit in der „Dumortierit-Grandidierit-Gruppe“ mit der Systemnummer VIII/A’.13 steht.
In der zuletzt 2018 überarbeiteten Lapis-Systematik nach Stefan Weiß, die formal auf der alten Systematik von Karl Hugo Strunz in der 8. Auflage basiert, erhielt das Mineral die System- und Mineralnummer VIII/F.28-010. Dies entspricht der Klasse der „Silikate“ und dort der Abteilung „Ketten- und Bandsilikate“, wo Howlith als einziges Mineral eine unbenannte Gruppe mit der Systemnummer VIII/F.28 bildet.
Die von der International Mineralogical Association (IMA) zuletzt 2009 aktualisierte 9. Auflage der Strunz’schen Mineralsystematik ordnet den Howlith in die Klasse der „Borate“ und dort in die Abteilung „Triborate“ ein. Hier ist das Mineral in der Unterabteilung „Ketten- und Band-Triborate (Ino-Triborate)“ zu finden, wo es als einziges Mitglied eine unbenannte Gruppe mit der Systemnummer 6.CB.20 bildet.
In der vorwiegend im englischen Sprachraum gebräuchlichen Systematik der Minerale nach Dana hat Howlith die System- und Mineralnummer 25.03.05.01. Das entspricht der Klasse der „Carbonate, Nitrate und Borate“ und dort der Abteilung „Wasserfreie Borate mit Hydroxyl oder Halogen“. Hier findet er sich innerhalb der Unterabteilung „Wasserfreie Borate mit Hydroxyl oder Halogen“ als einziges Mitglied in einer unbenannten Gruppe mit der Systemnummer 25.03.05.

## Kristallstruktur
Howlith kristallisiert monoklin in der Raumgruppe P21/c (Raumgruppen-Nr. 14) mit den Gitterparametern a = 12,82 Å; b = 9,35 Å; c = 8,61 Å und β = 104,8° sowie 4 Formeleinheiten pro Elementarzelle.

## Eigenschaften
Howlith ist häufig von braunschwarzen Adern durchzogen, die in ihrer Marmorierung der begehrten Matrix von Türkis ähneln. Auf den Kristallflächen zeigt sich Glasglanz, die Bruchflächen sind dagegen matt. Howlith bricht muschelig ähnlich Glas.
Howlith ist dem Magnesit (ein Magnesiumcarbonat) im Aussehen sehr ähnlich und kann häufig nur durch eine chemische Analyse von diesem unterschieden werden. Howlith "zerfließt" unter Einwirkung von Salzsäure zu einer Art Gel, Magnesit dagegen reagiert durch Gasentwicklung. Eine Dichtebestimmung zur Unterscheidung der beiden reicht oft nicht, da Howlith mit einer Dichte von 2,5 bis 2,6 g/cm³ dem Magnesit (2,9 bis 3,1 g/cm³) sehr ähnlich ist. Zudem ist Magnesit durch Lufteinschlüsse oft noch leichter. 

## Bildung und Fundorte

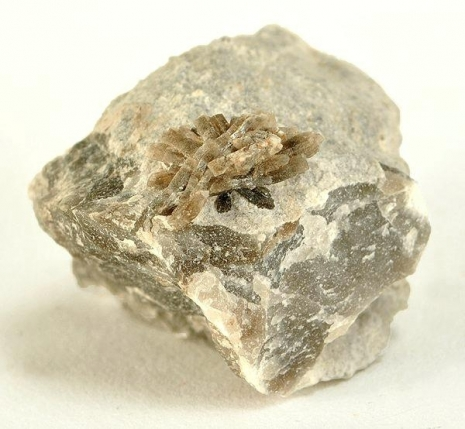
Seltene großkristalline Ausbildung des Howliths auf Anhydrit (Größe: 3,5 × 3,3 × 2,6 cm) von der Kap-Breton-Insel, Kanada

Howlith bildet sich hydrothermal und ist vor allem in Borat-Lagerstätten zu finden. Dort tritt er in Paragenese unter anderem mit Colemanit, Ulexit und Bakerit auf.
Weltweit konnte Howlith bisher (Stand: 2010) an rund 30 Fundorten nachgewiesen werden. Neben seiner Typlokalität Brookville bei Windsor wurde er in Kanada noch auf der Kap-Breton-Insel gefunden. In Deutschland trat er unter anderem am Kohnstein (Thüringen) und in Rehden (Niedersachsen) zutage.
Des Weiteren konnte Howlith an den Fundorten Mesa del Almo bei Aguja und in der Boratlagerstätte bei La Salada (Tubutama) im Bundesstaat Sonora in Mexiko; Bela Stena im serbischen im Bezirk Belgrad; Gemerská Poloma (Okres Rožňava, Košice) in der Slowakei; „Bigadiç Mine“ in der türkischen Provinz Balıkesir sowie in mehreren Regionen der US-amerikanischen Bundesstaaten Kalifornien und Nevada gefunden werden.

## Verwendung

### Als Schmuckstein

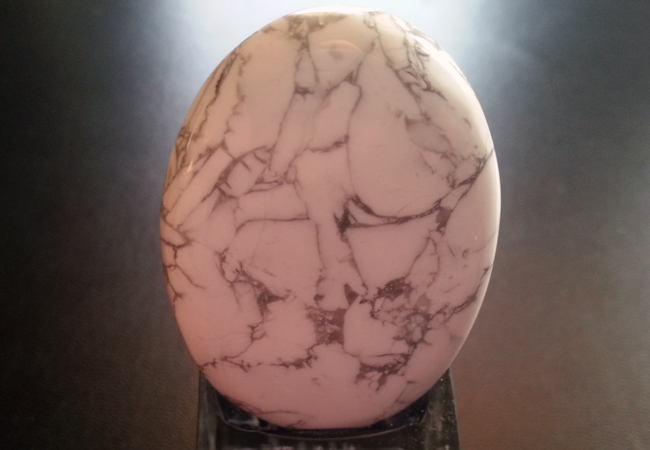
Howlith als Schmuckstein, 96ct

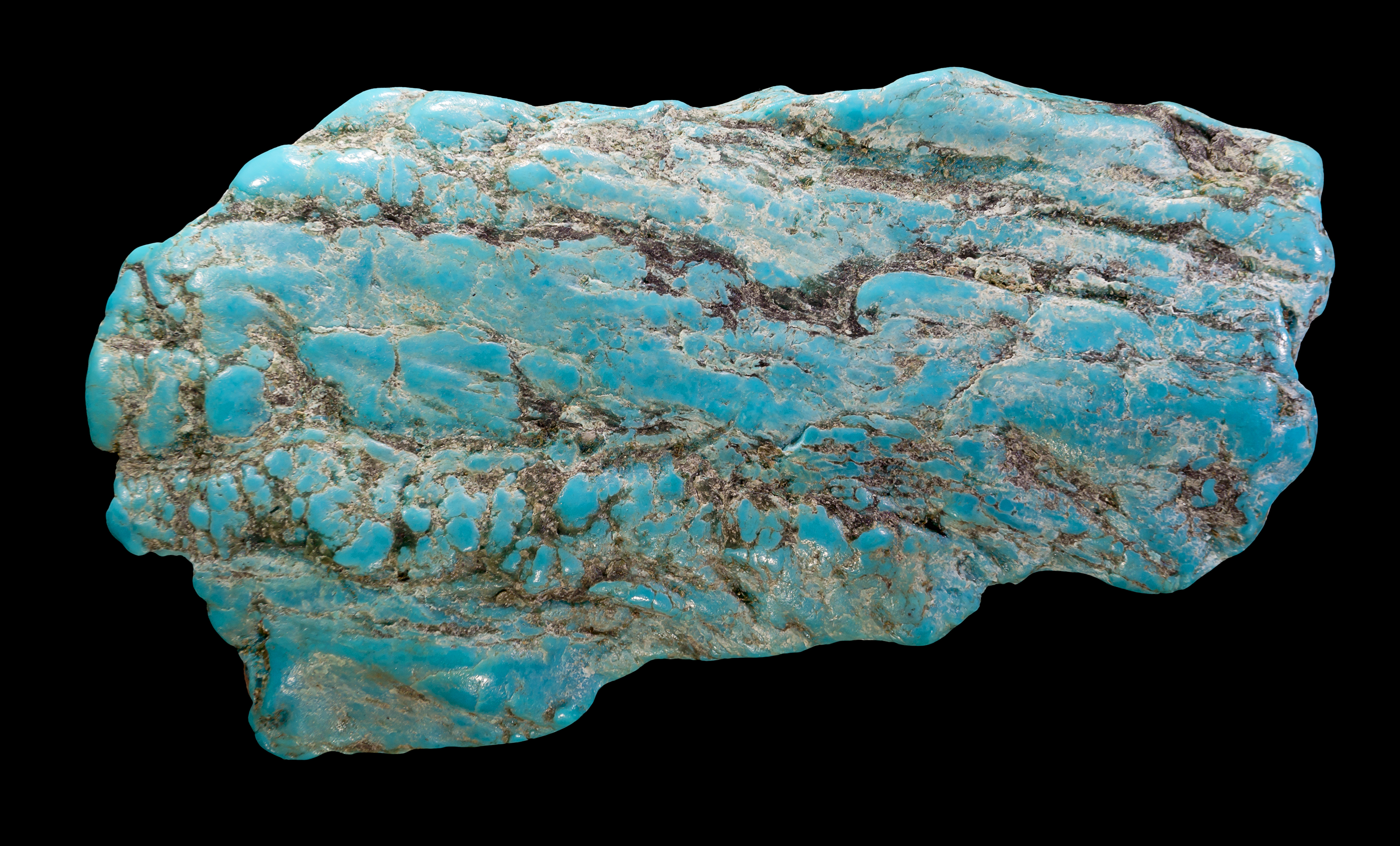
Türkis-Imitat aus blau gefärbtem Howlith

Howlith ist ein beliebter, aber aufgrund seiner geringen Mohshärte von 3 bis 3,5 sehr weicher Schmuckstein und muss daher zum Schutz gegen den täglichen Gebrauch durch Stabilisierung (Überzug aus Harz oder Kunststoff) vor Beschädigung geschützt werden.

### Manipulationen und Imitationen
Da das Magnesit dem Howlith so ähnlich sieht, aber häufiger vorkommt und daher billiger ist, wird es oft fälschlicherweise als Howlith verkauft. Beide dienen allerdings, blau eingefärbt, als Imitat für den seltenen und wertvollen Matrix-Türkis.

## Esoterik
In der Esoterik wird dem Howlith eine besondere psychische und körperliche Wirkung nachgesagt, für die es allerdings bisher keine wissenschaftlichen Belege gibt.
So soll es unter anderem die Urteilsfähigkeit und das Gedächtnis stärken, Stress, Schmerz- und Wutgefühle abbauen, negative Energien neutralisieren und Blockaden lösen. Howlithwasser soll allgemein eine positive Wirkung auf Probleme mit Knochen, Zähne, Gelenke und Nägel haben.